# Taberele de refugiați palestinieni
Taberele de refugiați palestinieni au fost înființate după Războiul arabo-israelian din 1948 pentru a-i găzdui pe refugiații palestinieni care au fugit sau au fost alungați din casele lor în timpul exodului din 1948. Rezoluția 194 a Adunării Generale a Națiunilor Unite (AGNU) stipulează că palestinienii au dreptul de a se întoarce pe pământurile lor dacă acceptă să „trăiască în pace cu vecinii lor”.
Agenția Națiunilor Unite pentru Refugiații Palestinieni (prescurtată în engleză UNRWA) definește refugiații palestinieni drept:
„persoanele al căror domiciliu normal de rezidență a fost Palestina în timpul perioadei 1 iunie 1946 – 15 mai 1948 și care și-au pierdut atât casa, cât și mijloacele de viață ca urmare a conflictului din 1948.”
În contextul conflictului arabo-israelian, refugiații evrei care au fugit sau au fost alungați din casele lor în timpul exodului din țările arabe și musulmane au fost inițial relocați in tabere de refugiați cunoscute în general ca „tabere de imigranți”, Ma'abarot și „orașe în dezvoltare”, înainte de absorbția lor în societatea israeliană. La celălalt capăt, foarte mulți palestinieni au rămas și în ziua de azi în tabere de refugiați palestiniene, în timp ce alții au fost absorbiți în societățile iordaniană sau palestiniană.

## Rolul UNRWA
UNRWA recunoaște structuri din 59 de tabere de refugiați desemnate din Iordania, Liban, Siria, Cisiordania și Fâșia Gaza. De asemenea, organizația a asigurat ajutor persoanelor refugiate în interiorul Israelului ca urmare a conflictului din 1948, până când guvernul israelian a preluat responsabilitatea lor, în 1952.
Ca o tabără să fie recunoscută de UNRWA este nevoie de un agrement între guvernul pe teritoriul căruia se află aceasta și UNRWA în legătură cu folosința taberei. UNRWA nu gestionează nici una din tabere, nu are puteri polițienești sau rol administrativ, ci doar oferă servicii taberei. Taberele de refugiați astfel desemnate, care s-au dezvoltat din așezări de corturi în aglomerări de beton, apoi în ghetouri urbane care nu se disting de împrejurimile lor (devenind efectiv dezvoltări urbane de sine stătătoare sau în cadrul orașelor existente), găzduiesc în jur de o treime din toți refugiații palestinieni înregistrați. UNRWA asigură însă servicii și în alte zone unde un număr mare de refugiați palestinieni înregistrați trăiește în afara taberelor de refugiați recunoscute.
UNRWA definește refugiații palestinieni astfel:
„persoane al căror loc normal de rezidență a fost Palestina, în timpul perioadei de la 1 iunie 1946 la 15 mai 1948, și care și-au pierdut casa și mijloacele de trai ca urmare a conflictului din 1948”.
Definiția refugiatului în concepția UNRWA îi acoperă și pe urmașii pe linie bărbătească ai refugiaților inițiali. Astfel, numărul refugiaților palestinieni înregistrați a crescut de la 750.000 în 1950, la în jur de 5 milioane în 2013.

## Lista taberelor de refugiați
Lista de mai jos cuprinde taberele de refugiați palestinieni actuale, populația lor curentă și anul când au fost înființate.

### Fâșia Gaza
În Fâșia Gaza există 8 tabere, care adăpostesc 1.221.110 de refugiați înregistrați.
- 1948, Al-Shati (pe plajă), 87.000
- 1949, Bureij, 34.000
- 1948, Deir al-Balah, 21.000
- 1948, Jabalia, 110.000
- 1949, Khan Yunis, 72.000
- 1949, Maghazi, 24.000
- 1949, Nuseirat, 66.000
- 1949, Rafah, 104.000

### Cisiordania
În Cisiordania există 19 tabere, care adăpostesc 741.409 de refugiați înregistrați. Una din tabere este neoficială (*).
- 1948, Aqabat Jaber, 6.400
- 1948, Ein as-Sultan, 1.900
- 1948, tabăra Qaddura*, 1.558
- 1949, Far'a, 7.600
- 1949, Fawwar, 8,000
- 1949, Jalazone, 11.000
- 1949, Kalandia, 11.000
- 1949, Am'ari, 10.500
- 1949, Deir 'Ammar, 2.400
- 1949, Dheisheh, 13.000
- 1950, Aida, 4.700
- 1950, Al-Arroub, 10.400
- 1950, Askar, 15.900
- 1950, Balata, 23.600
- 1950, 'Azza (Beit Jibrin), 1.000
- 1950, Ein Beit al-Ma' (tabăra nr. 1), 6.750
- 1950, Tulkarem, 18.000
- 1952, Nur Shams, 9.000
- 1953, Jenin, 16.000
- 1965, Shuafat,  11.000

### Siria
În Siria există 13 tabere, care adăpostesc 499.189 de refugiați înregistrați. Trei dintre aceste tabere sunt neoficiale (*).
- 1948, Sbeineh, 22.600
- 1949, Khan al-Shih, 20.000
- 1948, Neirab, 20.500
- 1949, Homs, 22.000
- 1948, Jaramana, 18.658
- 1950, Deraa, 10.000
- 1950, Hama, 8.000
- 1950, Khan Dannun, 10.000
- 1967, Qabr Essit, 23.700
- 1955-6, Latakia*, 10.000
- 1957, Yarmouk*, 148.500
- 1962, Ein Al-Tal, 6.000, cunoscută și ca tabăra Handarat

### Liban
În Liban există 12 tabere, care adăpostesc 448.599 de refugiați înregistrați.
- 1948, Bourj el-Barajneh, 17.945
- 1948, Ain al-Hilweh, 54.116
- 1948, El Buss, 11.254
- 1949, Nahr al-Bared, 5.857
- 1949, Shatila, 9.842
- 1948, Wavel, 8,806
- 1952, Mar Elias, 662
- 1954, Mieh Mieh, 5.250
- 1955, Beddawi, 16.500
- 1955, Burj el-Shemali, 22.789
- 1956, Dbayeh, 4.351
- 1963, Rashidieh, 31.478

### Iordania
În Iordania există 10 tabere, care adăpostesc 2.034.641 de refugiați înregistrați.
- 1949, Tabăra de refugiați Zarqa, 20.000
- 1952, Jabal el-Hussein, 29.000
- 1955, Noua tabără Amman (Wihdat), 51.500
- 1967, Souf, 20.000
- 1968, Baqa'a, 104.000
- 1968, Husn (tabăra de refugiați Martyr Azmi el-Mufti), 22.000
- 1968, Irbid, 25.000
- 1968, Jerash, 24.000
- 1968, Marka, 53.000
- 1968, Talbieh, 7.000

### Hărți
- Zonele de operații, hartă din 2014 a UNRWA
- Tabere în Liban
- Tabere în Teritoriile palestiniene ocupate